# PalaBianchini
Il PalaBianchini è il principale palazzo dello sport della città di Latina, dedicato alla memoria di Nicola Bianchini. È stato inaugurato il 4 giugno del 1975.

## Storia
Dalla data di inaugurazione a oggi ha subito diversi lavori di restauro poiché le squadre della città che usufruiscono della struttura sono state promosse nei campionati maggiori di pallavolo basket e calcio a 5. Tra i lavori di restauro ci sono l'ampliamento del numero di posti a sedere del palazzetto fino agli odierni 2500 mediante la costruzione di una nuova tribuna all'interno della struttura e l'ampliamento delle tribune preesistenti. La nuova tribuna è stata collocata sul lato sud del terreno di gioco mentre per gli altri tre lati il campo da gioco è circondato dalle gradinate e parterre della struttura originale.

## Uso
Usufruiscono del palasport le formazioni della Benacquista Latina di Basket e dell'Associazione Sportiva Latina Calcio a 5.
Per quanto riguarda la pallacanestro nel 2012 la struttura ha ospitato 3 gare casalinghe di qualificazione all'Europeo di basket della nazionale femminile.
Oltre a ciò il palasport è impiegato per manifestazioni locali sportive e non, e per eventi e concerti.